# Leichtathletik-Junioreneuropameisterschaften 1997
| 14. Leichtathletik-Junioreneuropameisterschaften | 14. Leichtathletik-Junioreneuropameisterschaften |
| ------------------------------------------------ | ------------------------------------------------ |
|                                                  |                                                  |
| Stadt                                            | Ljubljana, Slowenien                             |
| Stadion                                          | Stadion des Stadtteils Bežigrad                  |
| Teilnehmende Länder                              | 41                                               |
| Teilnehmende Athleten                            | 763                                              |
| Wettbewerbe                                      | 43                                               |
| Eröffnung                                        | 24. Juli 1997                                    |
| Schlussfeier                                     | 27. Juli 1997                                    |
| Eröffnet durch                                   |                                                  |

Die 14. Leichtathletik-Junioreneuropameisterschaften für Leichtathleten unter 20 Jahren (kurz: U20) fanden vom 24. bis 27. Juli 1997 im Stadion des Stadtteils Bežigrad von Ljubljana/deutsch: Laibach (Slowenien) statt. 
 23 Länder gewannen Medaillen und 33 erreichten mindestens einen der ersten acht Plätze.
Die Wettkampfergebnisse sind unter Weblinks zu finden.

## Teilnehmer
Es nahmen 763 (347 weibliche und 416 männliche) Athleten teil, die aus 41 Mitgliedsstaaten kamen (Albanien, Georgien, Gibraltar, Liechtenstein, Luxemburg, Monaco and Mazedonien waren ferngeblieben).

## Medaillenspiegel
| Medaillenspiegel (Endstand nach 43 Entscheidungen) | Medaillenspiegel (Endstand nach 43 Entscheidungen) | Medaillenspiegel (Endstand nach 43 Entscheidungen) | Medaillenspiegel (Endstand nach 43 Entscheidungen) | Medaillenspiegel (Endstand nach 43 Entscheidungen) | Medaillenspiegel (Endstand nach 43 Entscheidungen) |
| Platz                                              | Land                                               | Gold                                               | Silber                                             | Bronze                                             | Gesamt                                             |
| -------------------------------------------------- | -------------------------------------------------- | -------------------------------------------------- | -------------------------------------------------- | -------------------------------------------------- | -------------------------------------------------- |
| 1                                                  | Deutschland                                        | 7                                                  | 7                                                  | 8                                                  | 21                                                 |
| 2                                                  | Vereinigtes Königreich                             | 5                                                  | 3                                                  | 5                                                  | 13                                                 |
| 3                                                  | Rumänien                                           | 5                                                  | 3                                                  | 2                                                  | 10                                                 |
| 4                                                  | Polen                                              | 4                                                  | 4                                                  | 1                                                  | 9                                                  |
| 5                                                  | Frankreich                                         | 4                                                  | 3                                                  | 5                                                  | 12                                                 |
| 6                                                  | Russland                                           | 3                                                  | 6                                                  | 2                                                  | 11                                                 |
| 7                                                  | Niederlande                                        | 3                                                  | 1                                                  | 0                                                  | 4                                                  |
| 8                                                  | Ungarn                                             | 2                                                  | 2                                                  | 1                                                  | 5                                                  |
| 9                                                  | Spanien                                            | 2                                                  | 1                                                  | 3                                                  | 6                                                  |
| 10                                                 | Belarus                                            | 2                                                  | 1                                                  | 1                                                  | 4                                                  |
| 11                                                 | Österreich                                         | 2                                                  | 0                                                  | 2                                                  | 4                                                  |
| 12                                                 | Finnland                                           | 1                                                  | 3                                                  | 4                                                  | 8                                                  |
| 13                                                 | Italien                                            | 1                                                  | 0                                                  | 2                                                  | 3                                                  |
| 14                                                 | Kroatien                                           | 1                                                  | 0                                                  | 1                                                  | 2                                                  |
| 15                                                 | Ukraine                                            | 1                                                  | 0                                                  | 0                                                  | 1                                                  |
| 16                                                 | Griechenland                                       | 0                                                  | 2                                                  | 0                                                  | 2                                                  |
| 16                                                 | BR Jugoslawien                                     | 0                                                  | 2                                                  | 0                                                  | 2                                                  |
| 18                                                 | Slowakei                                           | 0                                                  | 1                                                  | 3                                                  | 4                                                  |
| 19                                                 | Island                                             | 0                                                  | 1                                                  | 0                                                  | 1                                                  |
| 19                                                 | Lettland                                           | 0                                                  | 1                                                  | 0                                                  | 1                                                  |
| 19                                                 | Litauen                                            | 0                                                  | 1                                                  | 0                                                  | 1                                                  |
| 19                                                 | Schweden                                           | 0                                                  | 1                                                  | 0                                                  | 1                                                  |
| 23                                                 | Estland                                            | 0                                                  | 0                                                  | 1                                                  | 1                                                  |
| 23                                                 | Irland                                             | 0                                                  | 0                                                  | 1                                                  | 1                                                  |
| 23                                                 | Tschechien                                         | 0                                                  | 0                                                  | 1                                                  | 1                                                  |
| 25                                                 | Gesamt                                             | 43                                                 | 43                                                 | 43                                                 | 129                                                |